# Phylicia Rashad
Phylicia Rashad, właśc. Phylicia Ayers-Allen (ur. 19 czerwca 1948 w Houston) – amerykańska aktorka, występowała w roli Clair Huxtable w Bill Cosby Show.

## Filmografia
- 2020 –  A Fall from Grace (Upadek Grace), jako Sarah
- 2009 – Frankie and Alice, jako Edna Murdoch
- 2008 – Narodziny w słońcu, jako Lena Younger
- 2001 – The Old Settler, jako Elizabeth
- 2000 – Wizyta, jako doktor Coles
- 1999 – Mały Bill, jako Brenda
- 1999 – Loving Jezebel, jako Alice Melville
- 1999 – Ucieczka z Edenu, jako Desree
- 1996 – Romans z opiekunką, jako detektyw Kate Jacobs
- 1995 – Once Upon a Time, jako Ma Ponk
- 1995 – Opętany, jako doktor Marion Hale
- 1994 – Mój syn moje życie, jako Gladys Johnson
- 1993 – Hallelujah, jako Burmistrz Turner
- 1991 – Jailbirds, jako Janice Grant
- 1990 – Polly: Comin' Home!, jako ciotka Polly
- 1989 – Polly, jako Ciocia Polly
- 1989 – Fałszywy świadek, jako Lynne Jacobi
- 1988 – Mickey's 60th Birthday
- 1987 – Chata wuja Toma, jako Eliza
- 1981 – We're Fighting Back
- 1978 – The Wiz, jako mysz polna
- 1972 – The Broad coalition